# Proszowice
Proszowice est une ville de la voïvodie de Petite-Pologne, en Pologne. Elle est le chef-lieu de la commune urbaine-rurale de Proszowice et du powiat de Proszowice.
Elle est située à environ 24 km à l'est de Cracovie, sur la rive droite de la Szreniawa (pl).
Avant 1998, elle appartenait à la voïvodie de Cracovie.
Elle a le statut de ville depuis 1358.
Son activité majeure est le commerce agro-alimentaire.
Au 31 mars 2011, la ville comptait 6 270 habitants, et l'ensemble de la commune
16 514 habitants pour une superficie de 100,4 km2.

## Relations internationales
Jumelage
 Fichtenberg (Allemagne)

## Galerie de photos

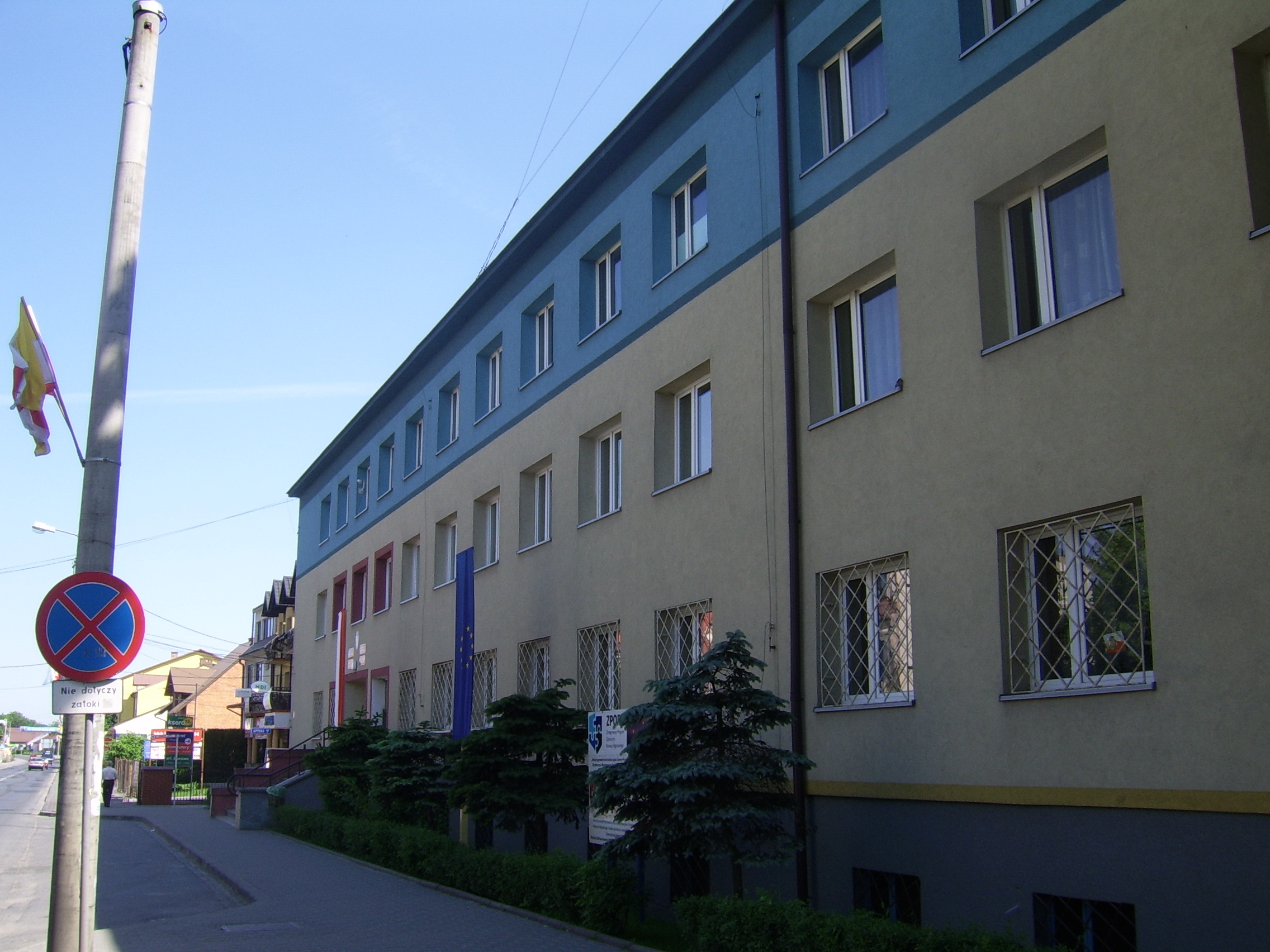
Hôtel de ville siège de la ville et de la commune
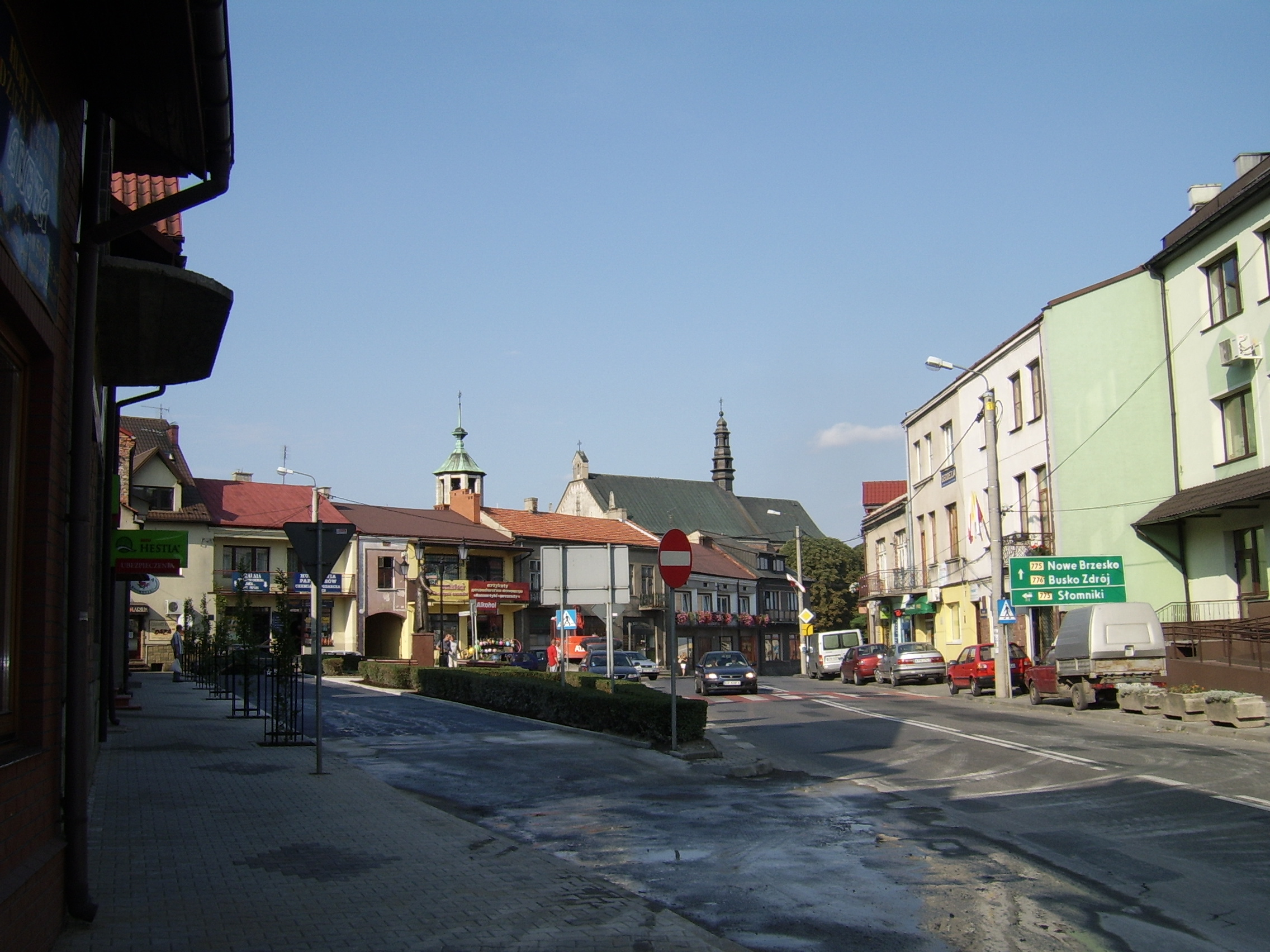
"Mały Rynek" (Petite Place)
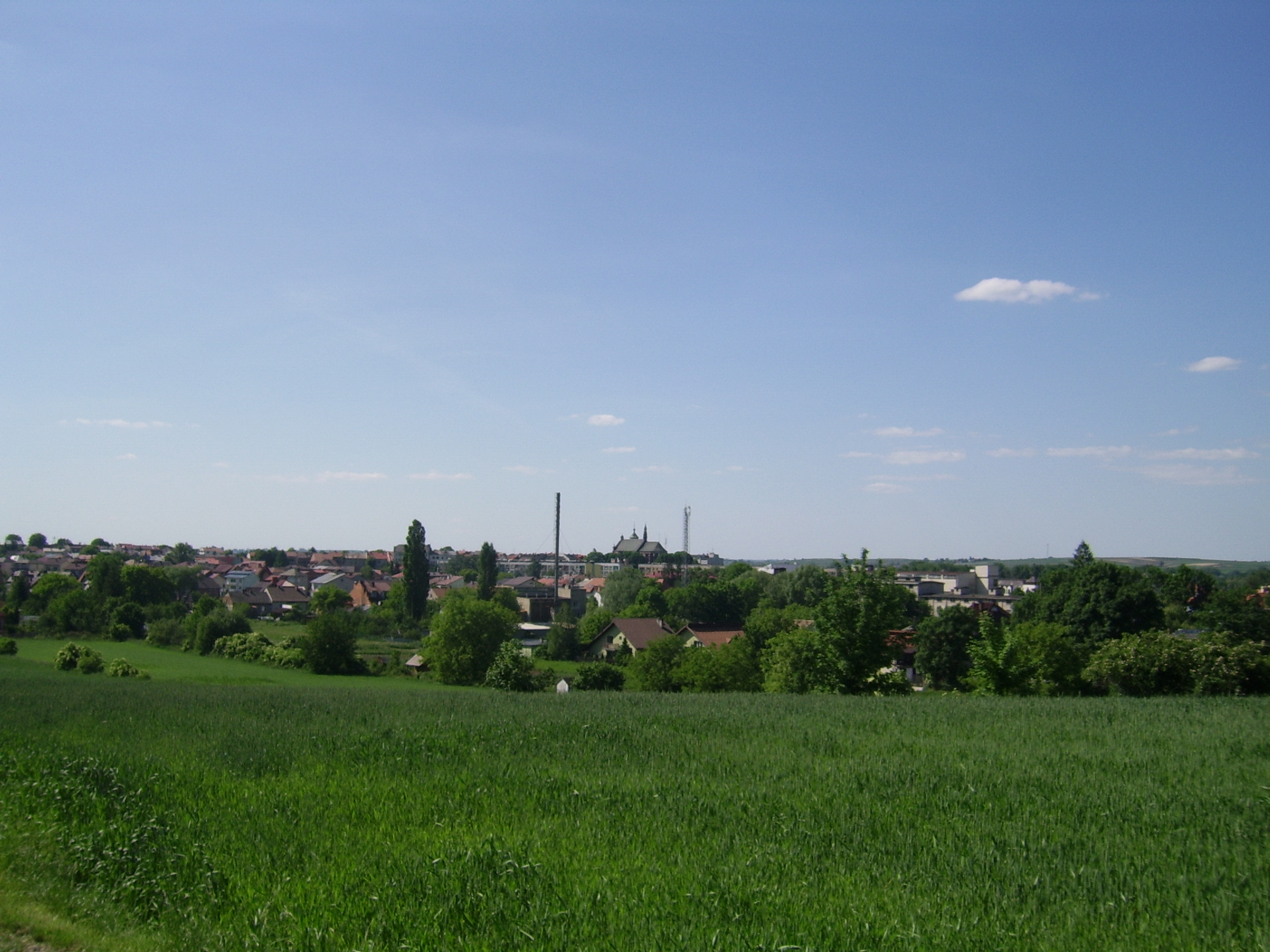
Panorama Sud
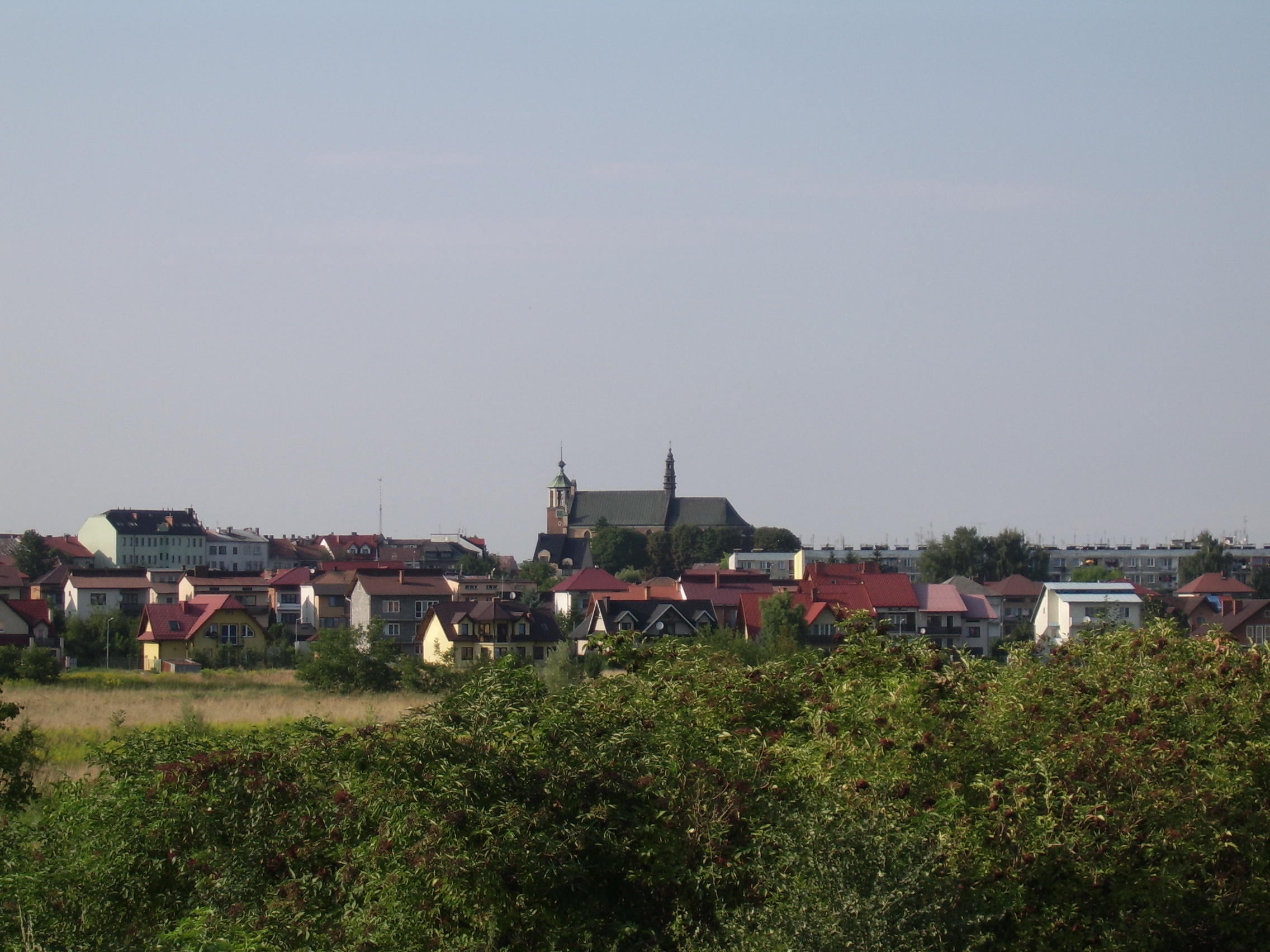
Vue de la ville à partir du Sud
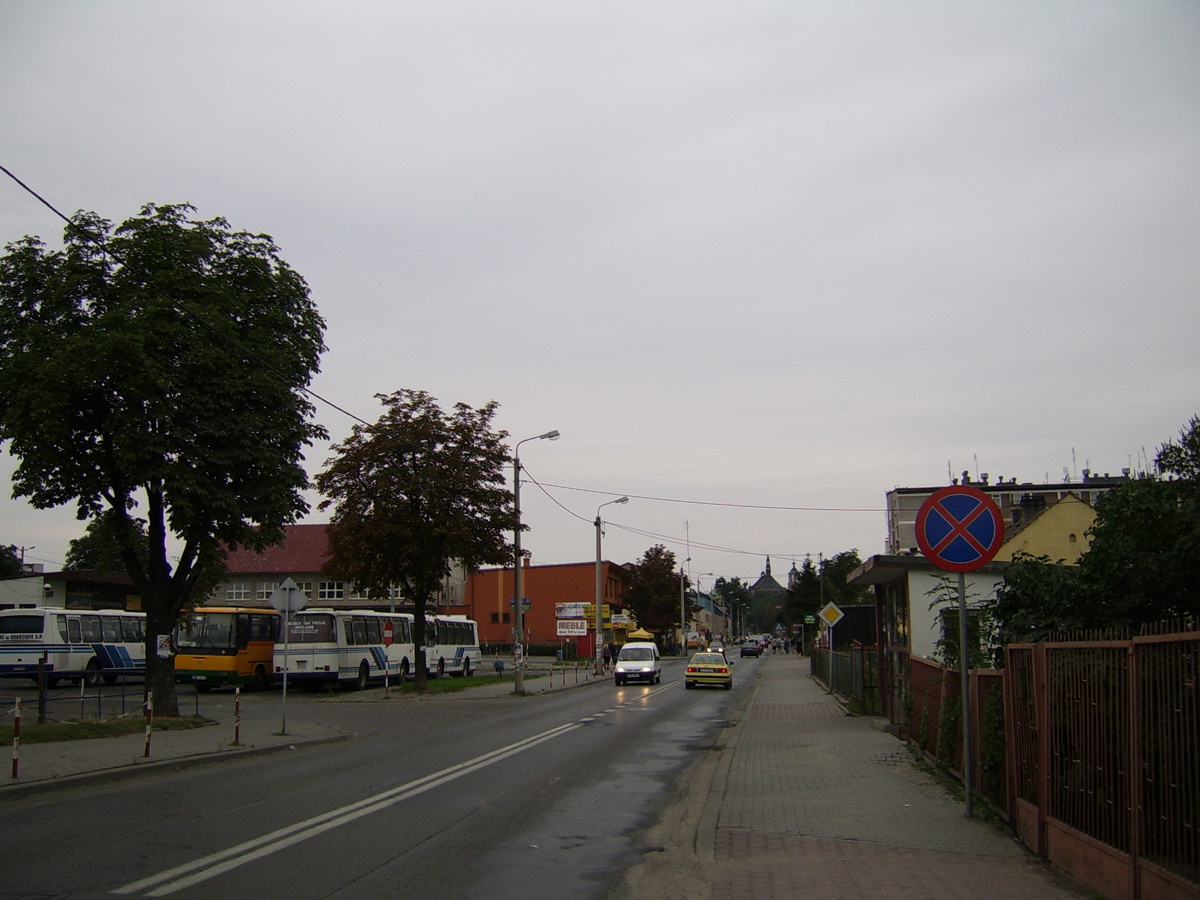
Rue du 3-Mai
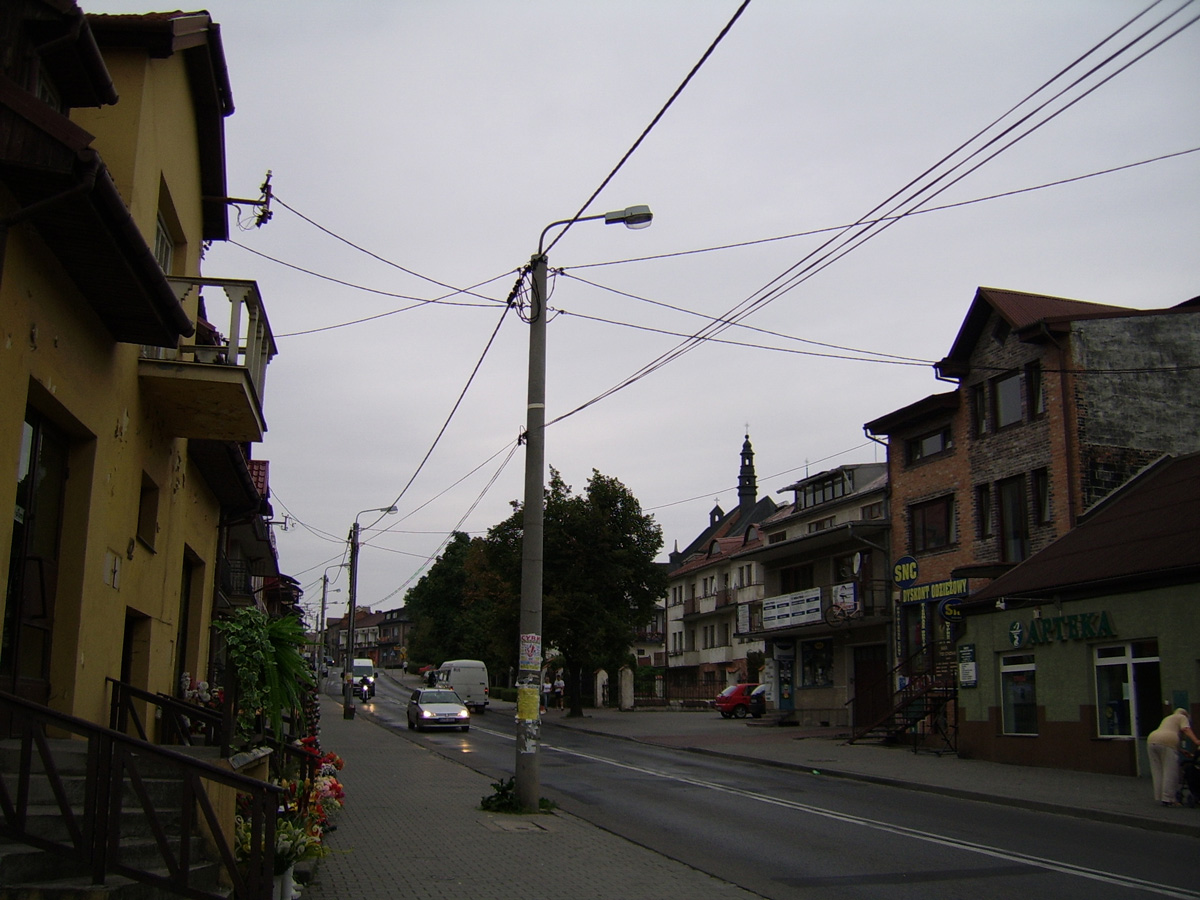
Rue du 3-Mai
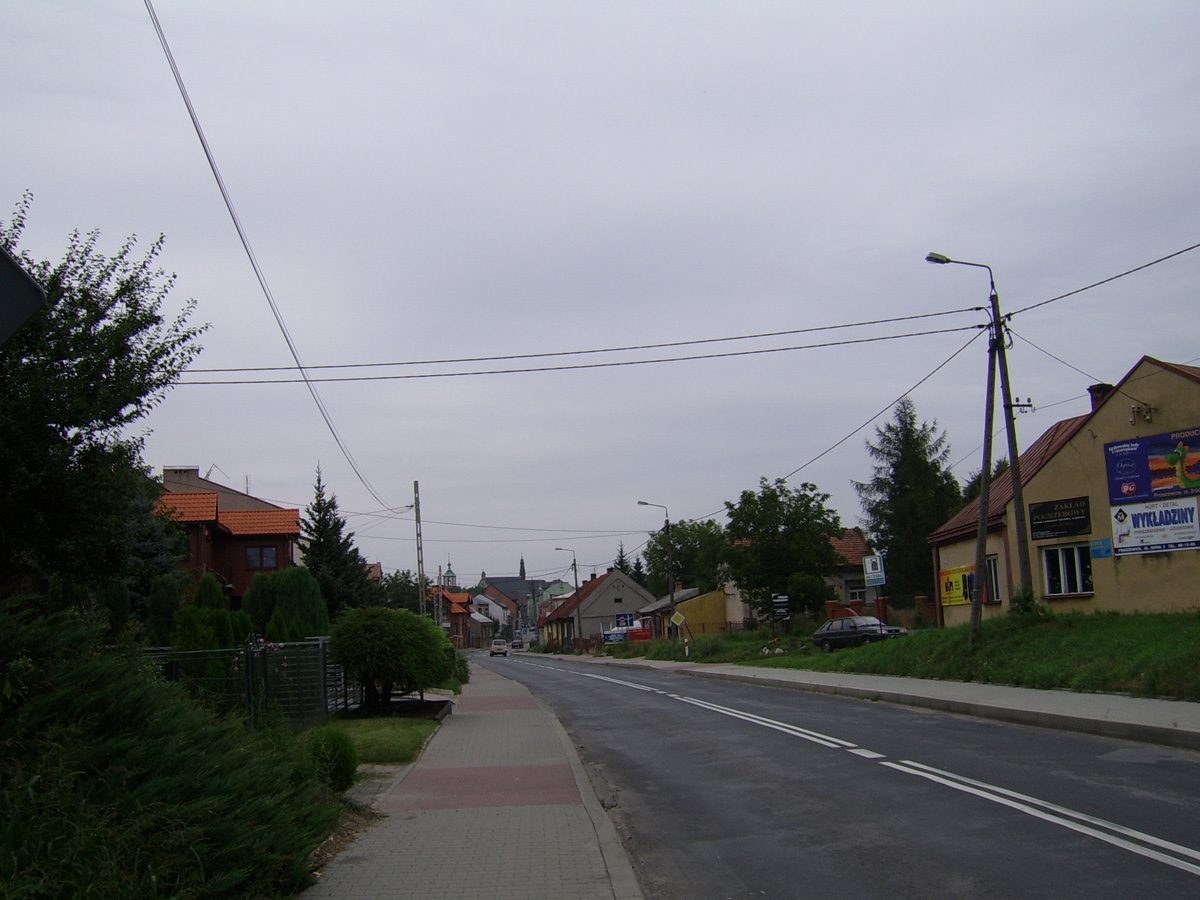
Rue Krakowska
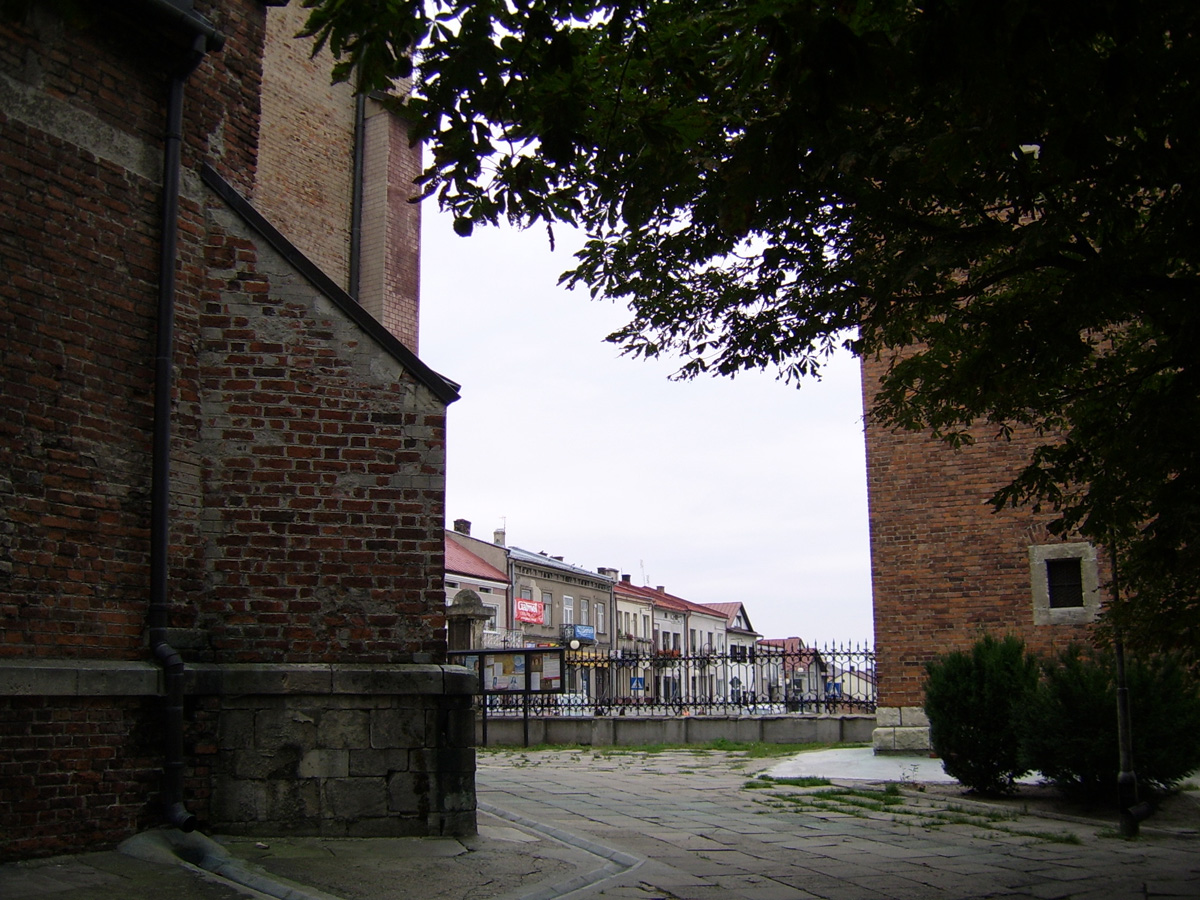
Église et clocher façade au Sud du Rynek (Grand'Place)
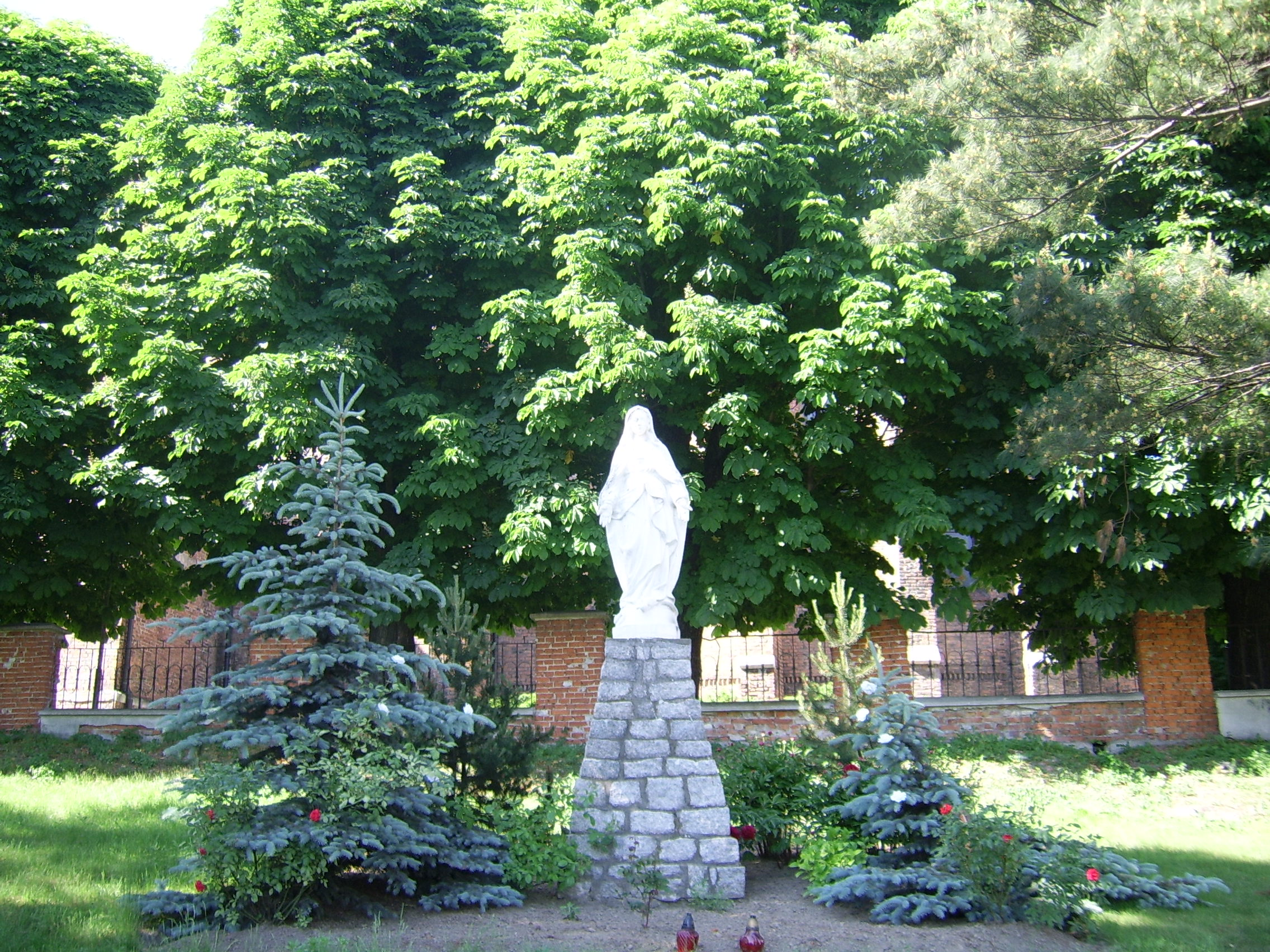
Statue de la vierge Marie de la fin du XIXe siècle(?), à côté de l'église
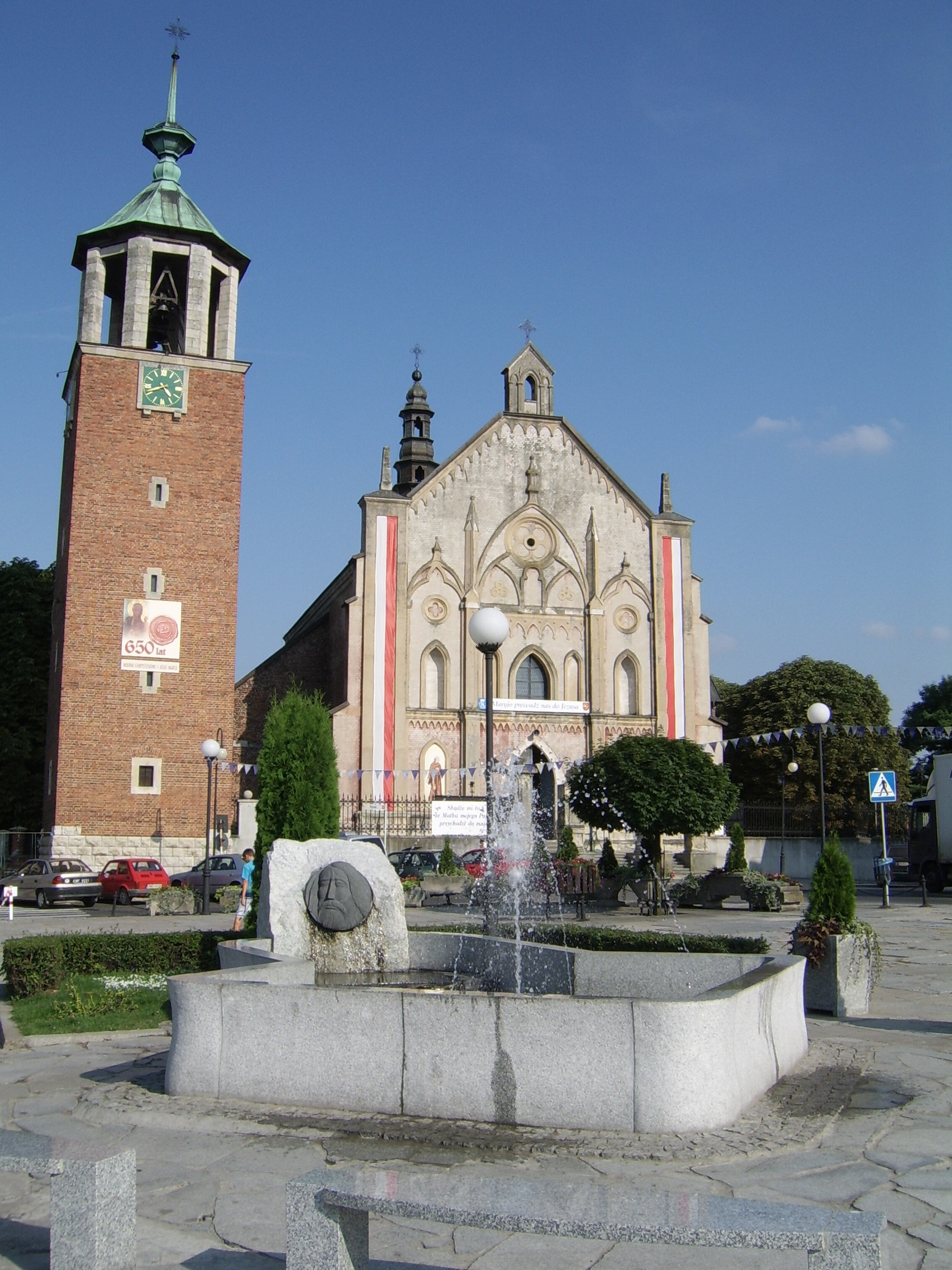
Fontaine sur le Rynek, édifiée à l'occasion du 650e anniversaire de la fondation de la ville
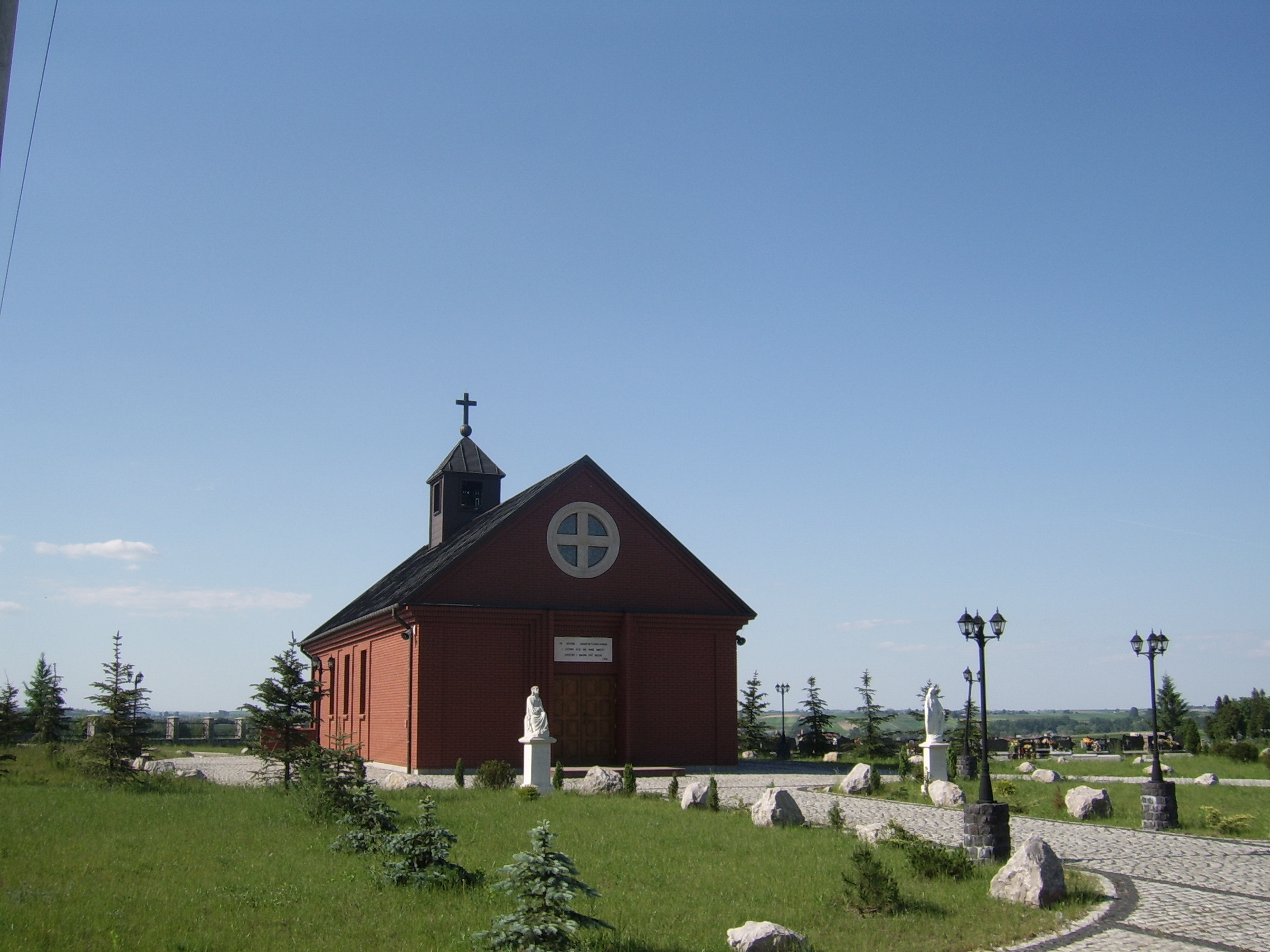
Chapelle Notre-Dame d'Ostrobramska au cimetière paroissial

## Zones rurales
La commune urbaine-rurale de Proszowice associe à la ville de Proszowice les villages (Sołectwo) proches :